# Johann Friedrich Cartheuser
Johann Friedrich Cartheuser, médecin allemand, né le 29 septembre 1704 à Hayn (royaume de Prusse), mort le 22 juin 1777 à Francfort-sur-l'Oder.

## Biographie
Il était professeur de chimie et de pathologie à Francfort-sur-l'Oder. Il réforma la pharmacie par ses savantes recherches sur la matière médicale.

## Œuvres
Ses principaux ouvrages sont :
- Elementa chemiae medicae, Halle, 1736 ;
- Fundamenta materiae medicae, Francfort, 1741 et 1749, traduits en français par Jean-Charles Desessartz, Paris, 1769. Dès 1755, toutefois, la Matière médicale, traduite du latin de M. J. Fr. Cartheuser, augmentée d'une table raisonnée et d'une introduction à la matière médicinale, Paris, Briasson, 4 vol. in-12, est disponible en français, sans que le traducteur n'en soit identifié[1].